# Liste des vice-présidents du Sénat belge

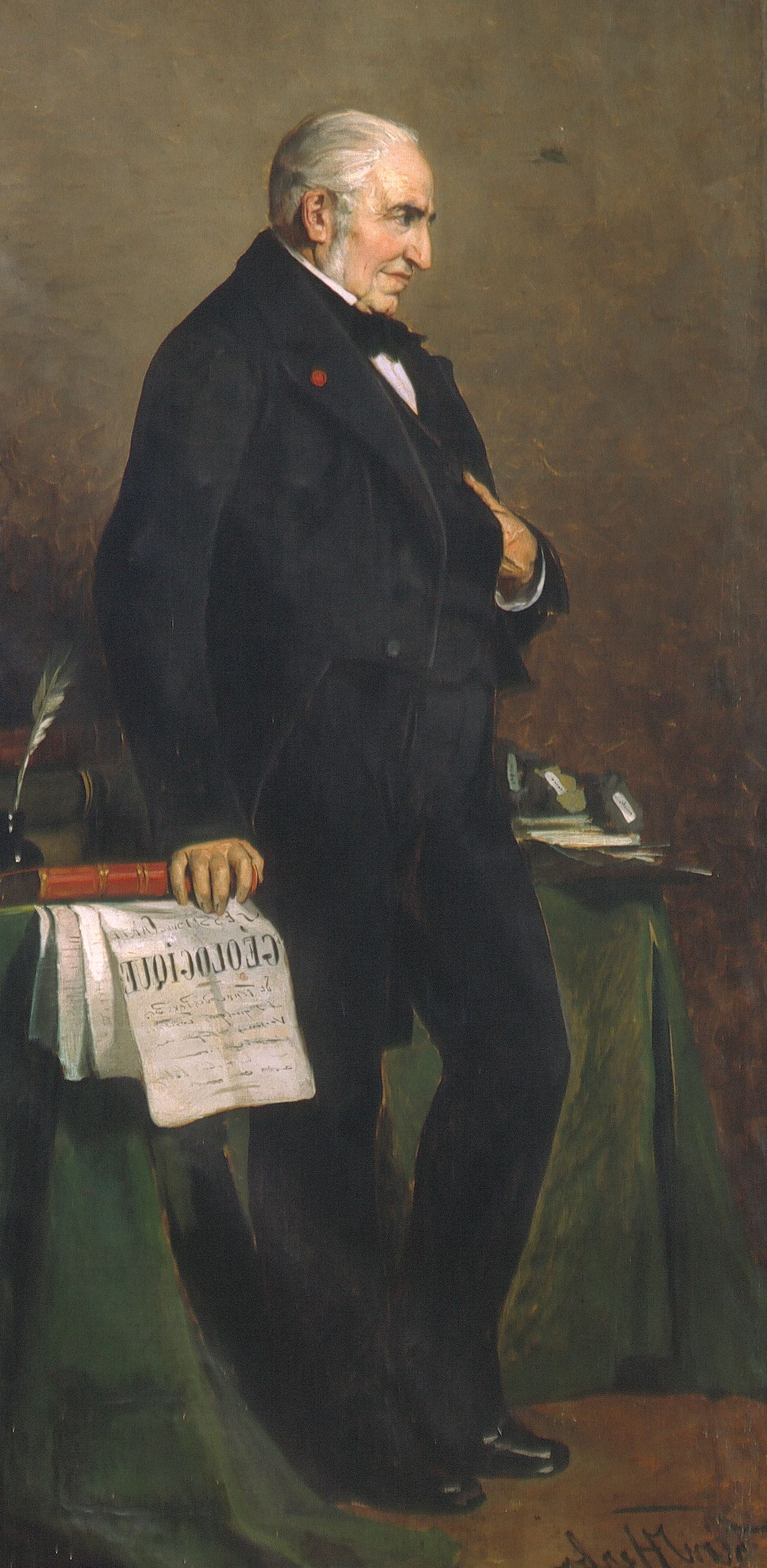
Jean-Baptiste Julien d'Omalius d'Halloy, vice-président du Sénat belge de 1851 à 1870.

Le Sénat belge a la particularité de compter un premier vice-président et un deuxième vice-président assistant le président du Sénat. 
|                                                          | Nom                                                  | Parti                                                | Début du mandat                                      | Fin du mandat                                        |                                                      |
| Sénat pleinement égal à la Chambre des représentants     | Sénat pleinement égal à la Chambre des représentants | Sénat pleinement égal à la Chambre des représentants | Sénat pleinement égal à la Chambre des représentants | Sénat pleinement égal à la Chambre des représentants | Sénat pleinement égal à la Chambre des représentants |
| -------------------------------------------------------- | ---------------------------------------------------- | ---------------------------------------------------- | ---------------------------------------------------- | ---------------------------------------------------- | ---------------------------------------------------- |
|                                                          | Philippe Vilain XIIII                                | Catholique                                           | 1831                                                 | 1848                                                 |                                                      |
|                                                          | Philippe d'Arschot Schoonhoven                       | ?                                                    | 1836                                                 | 1839                                                 |                                                      |
|                                                          | François-Jean Wyns de Raucourt                       | Libéral                                              | 1841                                                 | 1846                                                 |                                                      |
|                                                          | François-Joseph Dindal                               | Libéral                                              | 1848                                                 | 1851                                                 |                                                      |
|                                                          | Jean-Baptiste d'Omalius                              | Catholique                                           | 1848                                                 | 1870                                                 |                                                      |
|                                                          | Camille de Tornaco                                   | Libéral                                              | 1863                                                 | 1879                                                 |                                                      |
|                                                          | Edmond de Sélys Longchamps                           | Libéral                                              | 1879                                                 | 1880                                                 |                                                      |
|                                                          | Hippolyte della Faille d'Huysse                      | Catholique                                           | 1870                                                 | 1874                                                 |                                                      |
|                                                          | Émile Dupont                                         | Libéral                                              | 1892                                                 | 1912                                                 |                                                      |
|                                                          | Arnold t'Kint de Roodenbeke                          | Catholique                                           | 1911                                                 | 1922                                                 |                                                      |
|                                                          | Léon Colleaux                                        | POB                                                  | 1918                                                 | 1919                                                 |                                                      |
|                                                          | Édouard Descamps                                     | Catholique                                           | 1922                                                 | 1932                                                 |                                                      |
|                                                          | Albert d'Huart                                       | Catholique                                           | 1932                                                 | 1936                                                 |                                                      |
|                                                          | Eugène Soudan                                        | POB                                                  | 1936                                                 | 1939                                                 |                                                      |
|                                                          | Auguste Buisseret                                    | Libéral                                              | 1947                                                 | 1949                                                 |                                                      |
|                                                          | Georges Gramme                                       | Social-chrétien                                      | 1977                                                 | 1978                                                 |                                                      |
|                                                          | Georges Gramme                                       | Social-chrétien                                      | 1980                                                 | 1985                                                 |                                                      |
|                                                          | Jan Bascour                                          | PLP                                                  | 1982                                                 | 1985                                                 |                                                      |
|                                                          | Fred Erdman                                          | Socialiste                                           | 1988                                                 | 1992                                                 |                                                      |
| Sénat quasi-égal à la Chambre des Représentants          |                                                      |                                                      |                                                      |                                                      |                                                      |
|                                                          | Philippe Mahoux                                      | Socialiste                                           | 1995                                                 | 1999                                                 |                                                      |
|                                                          | Jean-Marie Happart                                   | Socialiste                                           | 1999                                                 | 2003                                                 |                                                      |
|                                                          | Jurgen Ceder                                         | Vlaams Belang                                        | 2004                                                 | 2007                                                 |                                                      |
| Le Sénat, plateforme de réflexion au pouvoir très limité |                                                      |                                                      |                                                      |                                                      |                                                      |
|                                                          | Willy Demeyer                                        | Socialiste                                           | 2014                                                 | 2017                                                 |                                                      |
|                                                          | Andries Gryffroy                                     | N-VA                                                 | 2019                                                 | Titulaire                                            |                                                      |
|                                                          | Fourat Ben Chikha                                    | Groen                                                | 2020                                                 | Titulaire                                            |                                                      |

## Voir également
- Sénat belge
- Liste des présidents du Sénat belge
- Politique de la Belgique